# Phaeoceros hirticalyx
Phaeoceros hirticalyx là một loài rêu trong họ Anthocerotaceae. Loài này được Stephani J. Haseg. mô tả khoa học đầu tiên năm 1988.